# Hayesiana
Hayesiana là một chi bướm đêm thuộc họ Sphingidae.

## Các loài
- Hayesiana farintaenia -  Zhu & Wang, 1997
- Hayesiana triopus - (Westwood, 1847)